# Albatross (compositie)
Albatross is een gitaarinstrumental uitgevoerd door Fleetwood Mac en is als single uitgebracht in 1969. In 1973 werd het nummer, dat gecomponeerd is door Peter Green, opnieuw een grote hit. In de Daverende Dertig stond het één week op de nummer 1-positie.
De compositie suggereert het ontspannen geruis van de zee, waar de bekkens het geluid van de golven nabootsen en de "deinende" basgitaar van John McVie je je in een traag schommelend bootje doet wanen. Daarboven "zweeft", als een albatros, een dromerige solo van Peter Greens gitaar. Het nummer bevat van het begin tot het eind vier akkoorden, E, Emaj7, A en F#m, en kan beschouwd worden als een vroeg ambient muziekstuk.
Dikwijls wordt verondersteld dat Peter Green de solo op zijn fameuze Gibson Les Paul speelt. Green vermeldt dat het zijn Fender Stratocaster is.
De Gibson van Green heeft een veel nasaler geluid, dat veroorzaakt wordt door de (per ongeluk) in tegenfase gewikkelde gitaarelementen op zijn Les Paul.
Peter Green had dit nummer al een tijdje klaar liggen, maar met Danny Kirwan werd de definitieve versie opgenomen.
Dit nummer heeft als inspiratie gediend voor een liedje van de Beatles, Sun King (de Zonnekoning), op het Abbey Road album.

## Muzikanten
- Peter Green - gitaar
- Danny Kirwan - gitaar
- John McVie - basgitaar
- Mick Fleetwood - drumstel

| "Albatross" in de Nederlandse Single Top 100 - binnen: 21-07-1973 | "Albatross" in de Nederlandse Single Top 100 - binnen: 21-07-1973 | "Albatross" in de Nederlandse Single Top 100 - binnen: 21-07-1973 | "Albatross" in de Nederlandse Single Top 100 - binnen: 21-07-1973 | "Albatross" in de Nederlandse Single Top 100 - binnen: 21-07-1973 | "Albatross" in de Nederlandse Single Top 100 - binnen: 21-07-1973 | "Albatross" in de Nederlandse Single Top 100 - binnen: 21-07-1973 | "Albatross" in de Nederlandse Single Top 100 - binnen: 21-07-1973 | "Albatross" in de Nederlandse Single Top 100 - binnen: 21-07-1973 | "Albatross" in de Nederlandse Single Top 100 - binnen: 21-07-1973 |
| Week                                                              | 1                                                                 | 2                                                                 | 3                                                                 | 4                                                                 | 5                                                                 | 6                                                                 | 7                                                                 | 8                                                                 |                                                                   |
| ----------------------------------------------------------------- | ----------------------------------------------------------------- | ----------------------------------------------------------------- | ----------------------------------------------------------------- | ----------------------------------------------------------------- | ----------------------------------------------------------------- | ----------------------------------------------------------------- | ----------------------------------------------------------------- | ----------------------------------------------------------------- | ----------------------------------------------------------------- |
| Nummer                                                            | 29                                                                | 10                                                                | 3                                                                 | 2                                                                 | 1                                                                 | 3                                                                 | 13                                                                | 22                                                                | uit                                                               |

## Evergreen Top 1000
| Evergreen Top 1000 "Albatross" | Evergreen Top 1000 "Albatross" | Evergreen Top 1000 "Albatross" | Evergreen Top 1000 "Albatross" | Evergreen Top 1000 "Albatross" | Evergreen Top 1000 "Albatross" | Evergreen Top 1000 "Albatross" | Evergreen Top 1000 "Albatross" | Evergreen Top 1000 "Albatross" | Evergreen Top 1000 "Albatross" | Evergreen Top 1000 "Albatross" |
| Jaar                           | 2008                           | 2009                           | 2010                           | 2011                           | 2012                           | 2013                           | 2014                           | 2015                           | 2016                           | 2017                           |
| ------------------------------ | ------------------------------ | ------------------------------ | ------------------------------ | ------------------------------ | ------------------------------ | ------------------------------ | ------------------------------ | ------------------------------ | ------------------------------ | ------------------------------ |
| Positie                        | -                              | -                              | -                              | -                              | -                              | 73                             | 79                             | 95                             | 55                             | 69                             |

## NPO Radio 2 Top 2000
| Nummer met noteringen in de NPO Radio 2 Top 2000 | '99 | '00 | '01 | '02 | '03 | '04 | '05 | '06 | '07 | '08 | '09 | '10 | '11 | '12 | '13 | '14 | '15 | '16 | '17 | '18 | '19 | '20 | '21 | '22 | '23 | '24 |
| ------------------------------------------------ | --- | --- | --- | --- | --- | --- | --- | --- | --- | --- | --- | --- | --- | --- | --- | --- | --- | --- | --- | --- | --- | --- | --- | --- | --- | --- |
| Albatross                                        | 205 | 199 | 127 | 191 | 223 | 211 | 242 | 212 | 321 | 223 | 240 | 265 | 384 | 361 | 382 | 424 | 486 | 581 | 551 | 705 | 639 | 581 | 557 | 502 | 621 | 614 |

1. ↑  Een vetgedrukt getal geeft de hoogste notering aan.